# Josef Kovařík (Nordischer Kombinierer)
Josef Kovařík (* 27. April 1966 in Ostrava) ist ein ehemaliger tschechoslowakischer Nordischer Kombinierer. Er nahm an den Olympischen Winterspielen 1992 teil und gewann die erste Austragung des zweitklassigen Europacups 1990/91.

## Werdegang
Kovařík, der für ŠKP Štrbské Pléso startete, belegte bei den Nordischen Junioren-Skiweltmeisterschaften 1985 in Täsch den 22. Platz im Einzelwettbewerb. Bei den folgenden Nordischen Junioren-Skiweltmeisterschaften in Lake Placid beendete Kovařík das Einzelrennen nicht und wurde darüber hinaus Sechster mit dem Team. Bei seinem Weltcup-Debüt am 21. und 22. März 1986 im heimischen Štrbske Pléso belegte Kovařík den 38. Platz. Zu Beginn der Weltcup-Saison 1987/88 gehörte Kovařík zum Weltcup-Kader. So wurde er mit der zweiten tschechoslowakischen Staffel Elfter in Štrbske Pléso, ehe er sich beim ersten Einzelwettbewerb wenige Tage später in Bad Goisern als 50. erneut in den hinteren Rängen einreihte. Im weiteren Saisonverlauf kam er daher nicht mehr im Weltcup zum Einsatz. Auch im darauffolgenden Winter konnte er sich gegen seine Landsmänner nicht durchsetzen, sodass er nicht am Weltcup teilnahm. Bei den tschechoslowakischen Meisterschaften 1989 belegte er den sechsten Platz. Zum Saisonauftakt 1989/90 versuchte sich Kovařík in St. Moritz erneut im Weltcup, kam aber über den 30. Platz nicht hinaus. Auch in Reit im Winkl und Kawgolowo verfehlte er als 43. und 32. deutlich die Punkteränge. Etwas näher an die Top 15 kam er Mitte Februar beim Gundersen-Wettkampf in Štrbské Pleso, als er mit dem 20. Platz sein bestes Saisonresultat erzielte. Beim internationalen Wettkampf im September 1990 in Breitenwang erreichte er im zweitklassigen B-Finale Rang 15.
In der Saison 1990/91 ging Kovařík vorrangig im Europacup an den Start, der in diesem Winter als Unterbau zum Weltcup eingeführt wurde. Nachdem er bereits Zweiter im Teamsprint sowie einmal Dritter im Einzel wurde, gelang ihm am Wochenende des 9. und 10. Februars 1991 im österreichischen Andelsbuch sein erster Europacup-Sieg. Nach weiteren Podestplatzierungen schloss er die Saison mit dem Europacup-Gesamtsieg ab. Im Winter 1991/92 wurde Kovařík beim Heim-Weltcup in Štrbske Pléso wieder im Weltcup eingesetzt, blieb allerdings wie auch eine Woche später in Courchevel den Punkterängen fern. Besonders seine Sprungleistung hinderte Kovařík daran, sich im Weltcup zu etablieren. Im Langlauf hingegen konnte er mit der Weltspitze der Kombinierten mithalten. Sein bestes Saisonergebnis im Weltcup erzielte er als Neunzehnter bei den Lahti Ski Games. Dennoch war er Teil der tschechoslowakischen Delegation bei den Olympischen Winterspielen 1992 in Albertville. Nachdem er den Sprunglauf bei 45 Teilnehmern auf Rang 30 abschloss, verbesserte er sich mit der elftbesten Laufzeit noch auf Rang 17. Darüber hinaus belegte er gemeinsam mit Milan Kučera und František Máka den sechsten Platz im Team. In der Europacup-Saison 1992/93 gewann er in Liberec seinen zweiten Einzelwettbewerb und erreichte in der Gesamtwertung den vierten Rang. 1994 beendete Kovařík seine Karriere.

## Erfolge und Statistiken

### Europacup-Siege im Einzel
| Nr. | Datum            | Ort        | Disziplin               |
| --- | ---------------- | ---------- | ----------------------- |
| 1.  | 10. Februar 1991 | Andelsbuch | Gundersen Normalschanze |
| 2.  | 9. Januar 1993   | Liberec    | Gundersen Normalschanze |

### Europacup-Platzierungen
| Saison  | Platz | Punkte |
| ------- | ----- | ------ |
| 1990/91 | 01.   | 84     |
| 1992/93 | 04.   | 55     |